# Enterobakterie
Enterobakterie – monotypowy rząd (Enterobacterales) i rodzina (Enterobacteriaceae) Gram-ujemnych bakterii jelitowych o kształcie pałeczek, niesporulujące, fermentujące glukozę i tworzące kwas.
Są to dość duże komórki bakteryjne, urzęsione, niektóre szczepy są otoczkowe. Są względnymi beztlenowcami. Hoduje się je na prostych podłożach w warunkach normalnej atmosfery. Różnicuje się je poprzez posiew szeregu izolacyjnego, wykrywając poszczególne zdolności jak:
- fermentacja laktozy
- wytwarzanie indolu z tryptofanu
- rozkład mocznika (ureaza)
- wytwarzanie siarkowodoru.

Mają rzęski, dzięki którym mogą się poruszać – wyjątek stanowi Klebsiella i Shigella, które nie mają zdolności ruchu.
Mają antygeny rzęskowe (H), otoczkowe (K), somatyczne (O) i fimbriowe.
Większość bakterii Gram-ujemnych wykrywanych w tlenowych hodowlach stolca należy do rodziny Enterobacteriaceae. Większość Enterobacterioceae stanowią wszechobecne, niechorobotwórcze bakterie, które występują w dużych ilościach w jelicie grubym człowieka, ale mogą znajdować się na skórze i w ustnej części gardła oraz w wodzie. Większość to drobnoustroje oportunistyczne, zakażające chorych lub osoby osłabione – związane z zakażeniami przyrannymi, zakażeniami układu moczowego, posocznicą, wtórnymi zapaleniami płuc, a także zakażeniami szpitalnymi.

## Wymiana genetyczna
Bakterie Gram-ujemne mogą koniugować i wymieniać informację genetyczną. Enterobacterioceae szczególnie często wymieniają informację między sobą przez koniugację i wymianę plazmidów, ale także przez transdukcję.

## Systematyka
Obecnie najważniejszym kryterium podziału bakterii jest podobieństwo genetyczne. Bakterie sklasyfikowane jako Enterobacteriaceae mają podobne cechy strukturalne, antygenowe i genetyczne. Większość Enteobacteriaceae należy do fizjologicznej flory jelitowej lub powoduje choroby przewodu pokarmowego, ale niektóre bakterie z tej rodziny występują w środowisku i tylko wyjątkowo mogą być czynnikami chorobotwórczymi dla przewodu pokarmowego.
Rodzina Enterobacteriaceae Rahn, 1937
Rodzaj Arsenophonus Gherna et al., 1991
Arsenophonus nasoniae Gherna et al., 1991
Rodzaj Brenneria Hauben et al., 1999
Brenneria alni (Surico et al., 1996) Hauben et al., 1999
Brenneria nigrifluens (Wilson et al., 1957) Hauben et al., 1999
Brenneria paradisiaca (Fernandez-Borrero et Lopez-Duque, 1970) Hauben et al., 1999
Brenneria quercina (Hildebrand et Schroth, 1967) Hauben et al., 1999
Brenneria rubrifaciens (Wilson et al., 1967) Hauben et al., 1999
Brenneria salicis (Day, 1924) Hauben et al., 1999
Rodzaj Buchnera Munson et al., 1991
Buchnera aphidicola Munson et al., 1991
Rodzaj Budvicia Bouvet et al., 1985
Budvicia aquatica Bouvet et al., 1985
Rodzaj Buttiauxella Ferragut et al., 1982
Buttiauxella agrestis Ferragut et al., 1982
Buttiauxella brennerae Müller et al., 1996
Buttiauxella ferragutiae Müller et al., 1996
Buttiauxella gaviniae Müller et al., 1996
Buttiauxella izardii Müller et al., 1996
Buttiauxella noackiae Müller et al., 1996
Buttiauxella warmboldiae Müller et al., 1996
Rodzaj Cedecea Grimont et al., 1981
Cedecea davisae Grimont et al., 1981
Cedecea lapagei Grimont et al., 1981
Cedecea neteri Farmer et al., 1983
Rodzaj Citrobacter Werkman et Gillen, 1932
Citrobacter amalonaticus (Young et al., 1971) Brenner et Farmer, 1982
Citrobacter braakii Brenner et al., 1993
Citrobacter diversus (Burkey, 1928) Werkman et Gillen, 1932
Citrobacter farmeri Brenner et al., 1993
Citrobacter freundii (Braak, 1928) Werkman et Gillen, 1932
Citrobacter gillenii Brenner et al., 2000
Citrobacter koseri Frederiksen, 1970
Citrobacter murliniae Brenner et al., 2000
Citrobacter rodentium Schauer et al., 1996
Citrobacter sedlakii Brenner et al., 1993
Citrobacter werkmanii Brenner et al., 1993
Citrobacter youngae Brenner et al., 1993
Rodzaj Cronobacter Iversen et al., 2008
Cronobacter dublinensis Iversen et al., 2008
Cronobacter dublinensis dublinensis Iversen et al., 2008
Cronobacter dublinensis lactaridi Iversen et al., 2008
Cronobacter dublinensis lausannensis Iversen et al., 2008
Cronobacter malonaticus Iversen et al., 2008
Cronobacter muytjensii Iversen et al., 2008
Cronobacter sakazakii (Farmer et al., 1980) Iversen et al., 2008
Cronobacter turicensis Iversen et al., 2008
Rodzaj Dickeya Samson et al., 2005
Dickeya chrysanthemi (Burkholder et al., 1953) Samson et al., 2005
Dickeya dadantii Samson et al., 2005
Dickeya dianthicola Samson et al., 2005
Dickeya dieffenbachiae Samson et al., 2005
Dickeya paradisiacal (Fernandez-Borrero et Lopez-Duque, 1970) Samson et al., 2005
Dickeya zeae Samson et al., 2005
Rodzaj Edwardsiella Ewing et McWhorter, 1965
Edwardsiella anguillimortifera (Hoshina, 1962) Sakazaki et Tamura, 1975
Edwardsiella hoshinae Grimont et al., 1981
Edwardsiella ictaluri Hawke et al., 1981
Edwardsiella tarda Ewing et McWhorter, 1965
Rodzaj Enterobacter Hormaeche et Edwards, 1960
Enterobacter aerogenes Hormaeche et Edwards, 1960
Enterobacter agglomerans Ewing et Fife, 1972
Enterobacter amnigenus Izard et al., 1981
Enterobacter asburiae Brenner et al., 1988
Enterobacter cancerogenus (Urosevic, 1966) Dickey et Zumoff, 1988
Enterobacter cloacae (Jordan, 1890) Hormaeche et Edwards, 1960
Enterobacter cloacae cloacae (Jordan, 1890) Hormaeche et Edwards, 1960
Enterobacter cloacae dissolvens (Rosen, 1922) Hoffmann et al., 2005
Enterobacter cowanii Inoue et al., 2001
Enterobacter dissolvens (Rosen, 1922) Brenner et al., 1988
Enterobacter gergoviae Brenner et al., 1980
Enterobacter helveticus Stephan et al., 2007
Enterobacter hormaechei O’Hara et al., 1990
Enterobacter intermedius Izard et al., 1980
Enterobacter kobei Kosako et al., 1997
Enterobacter ludwigii Hoffmann et al., 2005
Enterobacter nimipressuralis (Carter, 1945) Brenner et al., 1988
Enterobacter oryzae Peng et al., 2009
Enterobacter pulveris Stephan et al., 2008
Enterobacter pyrinus Chung et al., 1993
Enterobacter radicincitans Kämpfer et al., 2005
Enterobacter sakazakii Farmer et al., 1980
Enterobacter taylorae Farmer et al., 1985
Enterobacter turicensis Stephan et al., 2007
Rodzaj Erwinia Winslow et al., 1920
Erwinia alni Surico et al., 1996
Erwinia amylovora (Burrill, 1882) Winslow et al., 1920
Erwinia ananatis Serrano, 1928
Erwinia aphidicola Harada et al., 1998
Erwinia billingiae Mergaert et al., 1999
Erwinia cacticida Alcorn et al., 1991
Erwinia cancerogena Urosevic, 1966
Erwinia carnegieana Standring, 1942
Erwinia carotovora (Jones, 1901) Bergey et al., 1923
Erwinia carotovora atroseptica (van Hall, 1902) Dye, 1969
Erwinia carotovora betavasculorum Thomson et al., 1984
Erwinia carotovora carotovora (Jones, 1901) Bergey et al., 1923
Erwinia carotovora odorifera Gallois et al., 1992
Erwinia carotovora wasabiae Goto et Matsumoto, 1987
Erwinia chrysanthemi Burkholder et al., 1953
Erwinia cypripedii (Hori, 1911) Bergey et al., 1923
Erwinia dissolvens (Rosen, 1922) Burkholder, 1948
Erwinia herbicola (Löhnis, 1911) Dye, 1964
Erwinia mallotivora Goto, 1976
Erwinia milletiae (Kawakami et Yoshida, 1920) Magrou, 1937
Erwinia nigrifluens Wilson et al., 1957
Erwinia nimipressuralis (Carter, 1945) Dye, 1969
Erwinia papaya Gardan et al., 2004
Erwinia paradisiaca Fernandez-Borrero et Lopez-Duque, 1970
Erwinia persicina Hao et al., 1990
Erwinia psidii Rodrigues Neto et al., 1988
Erwinia pyrifoliae Kim et al., 1999
Erwinia quercina Hildebrand et Schroth, 1967
Erwinia rhapontici (Millard, 1924) Burkholder, 1948
Erwinia rubrifaciens Wilson et al., 1967
Erwinia salicis (Day, 1924) Chester, 1939
Erwinia stewartii (Smith, 1898) Dye, 1963
Erwinia tasmaniensis Geider et al., 2006
Erwinia toletana Rojas et al., 2004
Erwinia tracheiphila (Smith, 1895) Bergey et al., 1923
Erwinia uredovora (Pon et al., 1954) Dye, 1963
Rodzaj Escherichia Castellani et Chalmers, 1919
Escherichia adecarboxylata Leclerc, 1962
Escherichia albertii Huys et al., 2003
Escherichia blattae Burgess et al., 1973
Escherichia coli (Migula, 1895) Castellani et Chalmers, 1919
Escherichia fergusonii Farmer et al., 1985
Escherichia hermannii Brenner et al., 1983
Escherichia vulneris Brenner et al., 1983
Rodzaj Ewingella Grimont et al., 1984
Ewingella americana Grimont et al., 1984
Rodzaj Hafnia Møller, 1954
Hafnia alvei Møller, 1954
Rodzaj Klebsiella Trevisan, 1885
Klebsiella granulomatis (Aragão et Vianna, 1913) Carter et al., 1999
Klebsiella mobilis Bascomb et al., 1971
Klebsiella ornithinolytica Sakazaki et al., 1989
Klebsiella oxytoca (Flügge, 1886) Lautrop, 1956
Klebsiella ozaenae (Abel, 1893) Bergey et al., 1925
Klebsiella planticola Bagley et al., 1982
Klebsiella pneumoniae (Schroeter, 1886) Trevisan, 1887
Klebsiella pneumoniae ozaenae (Abel, 1893) Ørskov, 1984
Klebsiella pneumoniae pneumoniae (Schroeter, 1886) Trevisan, 1887
Klebsiella pneumoniae rhinoscleromatis (Trevisan, 1887) Ørskov, 1984
Klebsiella rhinoscleromatis Trevisan, 1887
Klebsiella singaporensis Li et al., 2004
Klebsiella terrigena Izard et al., 1981
Klebsiella trevisanii Ferragut et al., 1983
Klebsiella variicola Rosenblueth et al., 2004
Rodzaj Kluyvera Farmer et al., 1981
Kluyvera ascorbata Farmer et al., 1981
Kluyvera cochleae Müller et al., 1996
Kluyvera cryocrescens Farmer et al., 1981
Kluyvera georgiana Müller et al., 1996
Kluyvera intermedia (Izard et al., 1980) Pavan et al., 2005
Rodzaj Koserella Hickman-Brenner et al., 1985
Koserella trabulsii Hickman-Brenner et al., 1985
Rodzaj Leclercia Tamura et al., 1987
Leclercia adecarboxylata (Leclerc, 1962) Tamura et al., 1987
Rodzaj Leminorella Hickman-Brenner et al., 1985
Leminorella grimontii Hickman-Brenner et al., 1985
Leminorella richardii Hickman-Brenner et al., 1985
Rodzaj Moellerella Hickman-Brenner et al., 1984
Moellerella wisconsensis Hickman-Brenner et al., 1984
Rodzaj Morganella Fulton, 1943
Morganella morganii (Winslow et al., 1919) Fulton, 1943
Morganella morganii morganii (Winslow et al., 1919) Fulton, 1943
Morganella morganii sibonii Jensen et al., 1992
Morganella psychrotolerans Emborg et al., 2006
Rodzaj Obesumbacterium Shimwell, 1963
Obesumbacterium proteus (Shimwell et Grimes, 1936) Shimwell, 1963
Rodzaj Pantoea Gavini et al., 1989
Pantoea agglomerans (Ewing et Fife, 1972) Gavini et al., 1989
Pantoea ananatis (Serrano, 1928) Mergaert et al., 1993
Pantoea anthophila Brady et al., 2009
Pantoea citrea Kageyama et al., 1992.
Pantoea deleyi Brady et al., 2009
Pantoea dispersa Gavini et al., 1989
Pantoea eucalypti Brady et al., 2009
Pantoea punctata Kageyama et al., 1992
Pantoea stewartii (Smith, 1898) Mergaert et al., 1993
Pantoea stewartii indologenes Mergaert et al., 1993
Pantoea stewartii stewartii (Smith, 1898) Mergaert et al., 1993
Pantoea terrea Kageyama et al., 1992
Pantoea vagans Brady et al., 2009
Rodzaj Pectobacterium Waldee, 1945
Pectobacterium atrosepticum (van Hall, 1902) Gardan et al., 2003
Pectobacterium betavasculorum (Thomson et al., 1984) Gardan et al., 2003
Pectobacterium cacticida (Alcorn et al., 1991) Hauben et al., 1999
Pectobacterium carnegieana (Standring, 1942) Brenner et al., 1973
Pectobacterium carotovorum (Jones, 1901) Waldee, 1945
Pectobacterium carotovorum atrosepticum (van Hall, 1902) Hauben et al., 1999
Pectobacterium carotovorum betavasculorum (Thomson et al., 1984) Hauben et al., 1999
Pectobacterium carotovorum carotovorum (Jones, 1901) Hauben et al., 1999
Pectobacterium carotovorum odoriferum (Gallois et al., 1992) Hauben et al., 1999
Pectobacterium carotovorum wasabiae (Goto et Matsumoto, 1987) Hauben et al., 1999
Pectobacterium chrysanthemi (Burkholder et al., 1953) Brenner et al., 1973
Pectobacterium cypripedii (Hori, 1911) Brenner et al., 1973
Pectobacterium rhapontici (Millard, 1924) Patel et Kulkarni, 1951
Pectobacterium wasabiae (Goto et Matsumoto, 1987) Gardan et al., 2003
Rodzaj Photorhabdus Boemare et al., 1993
Photorhabdus asymbiotica Fischer-Le Saux et al., 1999
Photorhabdus asymbiotica asymbiotica Fischer-Le Saux et al., 1999
Photorhabdus asymbiotica australis Akhurst et al., 2004
Photorhabdus luminescens (Thomas et Poinar, 1979) Boemare et al., 1993
Photorhabdus luminescens akhurstii Fischer-Le Saux et al., 1999
Photorhabdus luminescens kayaii Hazir et al., 2004
Photorhabdus luminescens laumondii Fischer-Le Saux et al., 1999
Photorhabdus luminescens luminescens (Thomas et Poinar, 1979) Boemare et al., 1993
Photorhabdus luminescens thracensis Hazir et al., 2004
Photorhabdus temperata Fischer-Le Saux et al., 1999
Photorhabdus temperata cinerea Tóth et Lakatos, 2008
Photorhabdus temperata temperata Fischer-Le Saux et al., 1999
Rodzaj Plesiomonas Habs et Schubert, 1962
Plesiomonas shigelloides (Bader, 1954) Habs et Schubert, 1962
Rodzaj Pragia Aldová et al., 1988
Pragia fontium Aldová et al., 1988
Rodzaj Proteus Hauser, 1885
Proteus hauseri O’Hara et al., 2000
Proteus inconstans (Ornstein, 1920) Shaw et Clarke, 1955
Proteus mirabilis Hauser, 1885
Proteus morganii (Winslow et al., 1919) Yale, 1939
Proteus mycofaciens Cosenza et Podgwaite, 1966
Proteus penneri Hickman et al., 1983
Proteus rettgeri (Hadley et al., 1918) Rustigian et Stuart, 1943
Proteus vulgaris Hauser, 1885
Rodzaj Providencia Ewing, 1962
Providencia alcalifaciens (de Salles Gomes, 1944) Ewing, 1962
Providencia burhodogranariea Juneja et Lazzaro, 2009
Providencia friedericiana Müller, 1983
Providencia heimbachae Müller et al., 1986
Providencia rettgeri (Hadley, 1918) Brenner et al., 1978
Providencia rustigianii Hickman-Brenner et al., 1983
Providencia sneebia Juneja et Lazzaro, 2009
Providencia stuartii (Buttiaux et al., 1954) Ewing, 1962
Providencia vermicola Somvanshi et al., 2006
Rodzaj Rahnella Izard et al., 1981
Rahnella aquatilis Izard et al., 1981
Rodzaj Raoultella Drancourt et al., 2001
Raoultella ornithinolytica (Sakazaki et al., 1989) Drancourt et al., 2001
Raoultella planticola (Bagley et al., 1982) Drancourt et al., 2001
Raoultella terrigena (Izard et al., 1981) Drancourt et al., 2001
Rodzaj Salmonella Lignieres, 1900
Salmonella arizonae (Borman, 1957) Kauffmann, 1964
Salmonella bongori (Le Minor et al., 1985) Reeves et al., 1989
Salmonella choleraesuis (Smith, 1894) Weldin, 1927
Salmonella choleraesuis arizonae (Borman, 1957) Le Minor et al., 1985
Salmonella choleraesuis bongori Le Minor et al., 1985
Salmonella choleraesuis choleraesuis (Smith, 1894) Weldin, 1927
Salmonella choleraesuis diarizonae Le Minor et al., 1985
Salmonella choleraesuis houtenae Le Minor et al., 1985
Salmonella choleraesuis indica Le Minor et al., 1987
Salmonella choleraesuis salamae Le Minor et al., 1985
Salmonella enterica (ex Kauffmann et Edwards, 1952) Le Minor et Popoff, 1987
Salmonella enterica arizonae (Borman, 1957) Le Minor et Popoff, 1987
Salmonella enterica bongori (Le Minor et al., 1985) Le Minor et Popoff, 1987
Salmonella enterica diarizonae (Le Minor et al., 1985) Le Minor et Popoff, 1987
Salmonella enterica enterica (ex Kauffmann et Edwards, 1952) Le Minor et Popoff, 1987
Salmonella enterica houtenae (Le Minor et al., 1985) Le Minor et Popoff, 1987
Salmonella enterica indica (Le Minor et al., 1987) Le Minor et Popoff, 1987
Salmonella enterica salamae (Le Minor et al., 1985) Le Minor et Popoff, 1987
Salmonella enteritidis (Gaertner, 1888) Castellani et Chalmers, 1919
Salmonella paratyphi (ex Kayser, 1902) Ezaki et al., 2000
Salmonella subterranea Shelobolina et al., 2005
Salmonella typhi (Schroeter, 1886) Warren et Scott, 1930
Salmonella typhimurium (Loeffler, 1892) Castellani et Chalmers, 1919
Rodzaj Samsonia Sutra et al., 2001
Samsonia erythrinae Sutra et al., 2001
Rodzaj Serratia Bizio, 1823
Serratia entomophila Grimont et al., 1988
Serratia ficaria Grimont et al., 1981
Serratia fonticola Gavini et al., 1979
Serratia grimesii Grimont et al., 1983
Serratia liquefaciens (Grimes et Hennerty, 1931) Bascomb et al., 1971
Serratia marcescens Bizio, 1823
Serratia marcescens marcescens Bizio, 1823
Serratia marcescens sakuensis Ajithkumar et al., 2003
Serratia marinorubra ZoBell et Upham, 1944
Serratia nematodiphila Zhang et al., 2009
Serratia odorifera Grimont et al., 1978
Serratia plymuthica (Lehmann et Neumann, 1896) Breed et al., 1948
Serratia proteamaculans (Paine et Stansfield, 1919) Grimont et al., 1978
Serratia proteamaculans proteamaculans (Paine et Stansfield, 1919) Grimont et al., 1978
Serratia proteamaculans quinovora Grimont et al., 1983
Serratia quinivorans (Grimont et al., 1983) Ashelford et al., 2002
Serratia rubidaea (Stapp, 1940) Ewing et al., 1973
Serratia ureilytica Bhadra et al., 2005
Rodzaj Shigella Castellani et Chalmers, 1919
Shigella boydii Ewing, 1949
Shigella dysenteriae (Shiga, 1897) Castellani et Chalmers, 1919
Shigella flexneri Castellani et Chalmers, 1919
Shigella sonnei (Levine, 1920) Weldin, 1927
Rodzaj Sodalis Dale et Maudlin, 1999
Sodalis glossinidius Dale et Maudlin, 1999
Rodzaj Tatumella Hollis et al., 1982
Tatumella ptyseos Hollis et al., 1982
Rodzaj Thorsellia Kämpfer et al., 2006
Thorsellia anopheles Kämpfer et al., 2006
Rodzaj Trabulsiella McWhorter et al., 1992
Trabulsiella guamensis McWhorter et al., 1992
Trabulsiella odontotermitis Chou et al., 2007
Rodzaj Wigglesworthia Aksoy, 1995
Wigglesworthia glossinidia Aksoy, 1995
Rodzaj Xenorhabdus Thomas et Poinar, 1979
Xenorhabdus beddingii (Akhurst, 1986) Akhurst et Boemare, 1993
Xenorhabdus bovienii (Akhurst, 1983) Akhurst et Boemare, 1993
Xenorhabdus budapestensis Lengyel et al., 2005
Xenorhabdus cabanillasii Tailliez et al., 2006
Xenorhabdus doucetiae Tailliez et al., 2006
Xenorhabdus ehlersii Lengyel et al., 2005
Xenorhabdus griffiniae Tailliez et al., 2006
Xenorhabdus hominickii Tailliez et al., 2006
Xenorhabdus indica Somvanshi et al., 2009
Xenorhabdus innexi Lengyel et al., 2005
Xenorhabdus japonica Nishimura et al., 1995
Xenorhabdus koppenhoeferi Tailliez et al., 2006
Xenorhabdus kozodoii Tailliez et al., 2006
Xenorhabdus luminescens Thomas et Poinar, 1979
Xenorhabdus mauleonii Tailliez et al., 2006
Xenorhabdus miraniensis Tailliez et al., 2006
Xenorhabdus nematophila (Poinar et Thomas, 1965) Thomas et Poinar, 1979
Xenorhabdus nematophila beddingii Akhurst, 1986
Xenorhabdus nematophila bovienii Akhurst, 1983
Xenorhabdus nematophila nematophila (Poinar et Thomas, 1965) Thomas et Poinar, 1979
Xenorhabdus nematophila poinarii Akhurst, 1983
Xenorhabdus poinarii (Akhurst, 1983) Akhurst et Boemare, 1993
Xenorhabdus romanii Tailliez et al., 2006
Xenorhabdus stockiae Tailliez et al., 2006
Xenorhabdus szentirmaii Lengyel et al., 2005
Rodzaj Yersinia van Loghem, 1944
Yersinia aldovae Bercovier et al., 1984
Yersinia aleksiciae Sprague et Neubauer, 2005
Yersinia bercovieri Wauters et al., 1988
Yersinia enterocolitica (Schleifstein et Coleman, 1939) Frederiksen, 1964
Yersinia enterocolitica enterocolitica (Schleifstein et Coleman, 1939) Frederiksen, 1964
Yersinia enterocolitica palearctica Neubauer et al., 2000
Yersinia frederiksenii Ursing et al., 1981
Yersinia intermedia Brenner et al., 1981
Yersinia kristensenii Bercovier et al., 1981
Yersinia massiliensis Merhej et al., 2008
Yersinia mollaretii Wauters et al., 1988
Yersinia pestis (Lehmann et Neumann, 1896) van Loghem, 1944
Yersinia philomiragia Jensen et al., 1969
Yersinia pseudotuberculosis (Pfeiffer, 1889) Smith et Thal, 1965
Yersinia pseudotuberculosis pestis (Lehmann et Neumann, 1896) Bercovier et al., 1981
Yersinia pseudotuberculosis pseudotuberculosis (Pfeiffer, 1889) Smith et Thal, 1965
Yersinia rohdei Aleksic et al., 1987
Yersinia ruckeri Ewing et al., 1978
Yersinia similis Sprague et al., 2008
Rodzaj Yokenella Kosako et al., 1985
Yokenella regensburgei Kosako et al., 1985